# روبرت بارنارد
روبرت بارنارد (بالإنجليزية: Robert Barnard)‏ (23 نوفمبر 1936، إسكس في المملكة المتحدة - 19 سبتمبر 2013، ليدز في المملكة المتحدة)؛، محاضر وروائي بريطاني.